# Rouffiac (Tarn)
Pour les articles homonymes, voir Rouffiac.
Rouffiac est une commune française située dans le centre du département du Tarn, en région Occitanie. Sur le plan historique et culturel, la commune est dans l'Albigeois, une région naturelle agricole correspondant aux environs de la ville d’Albi.
Exposée à un climat océanique altéré, elle est drainée par la Saudronne, le ruisseau Lavergne, le ruisseau Rieumas et par divers autres petits cours d'eau.
Rouffiac est une commune rurale qui compte 632 habitants en 2022, après avoir connu une forte hausse de la population depuis 1968.  Elle fait partie de l'aire d'attraction d'Albi. Ses habitants sont appelés les Rouffiacois ou  Rouffiacoises.

## Géographie

### Localisation
Commune de l'aire urbaine d'Albi située en Albigeois, à 9 km au sud-ouest d'Albi.

### Communes limitrophes
Les communes limitrophes sont  Albi, Aussac, Carlus, Florentin, Fénols et Poulan-Pouzols.
Rouffiac est limitrophe de sept autres communes.
| Florentin | Albi                       |                |
| Aussac    | Rouffiac                   | Carlus         |
| Fénols    | Orban (par un quadripoint) | Poulan-Pouzols |

### Géologie et relief
La superficie de la commune est de 1 113 hectares ; son altitude varie de 165  à   271 mètres.

### Transports
Accès par l'A68 (sorties no 10) et l'ancienne route nationale (RN 88).
Rouffiac est desservi par le TAD 1 du réseau urbain Albibus.

### Hydrographie
La commune est dans le bassin de la Garonne, au sein du bassin hydrographique Adour-Garonne. Elle est drainée par la Saudronne, le ruisseau Lavergne, le ruisseau Rieumas et par divers petits cours d'eau, qui constituent un réseau hydrographique de 11 km de longueur totale,.
La Saudronne, d'une longueur totale de 13,6 km, prend sa source dans la commune de Poulan-Pouzols et s'écoule du sud-est vers le nord-ouest. Elle traverse la commune et se jette dans le Tarn à Rivières, après avoir traversé 6 communes.

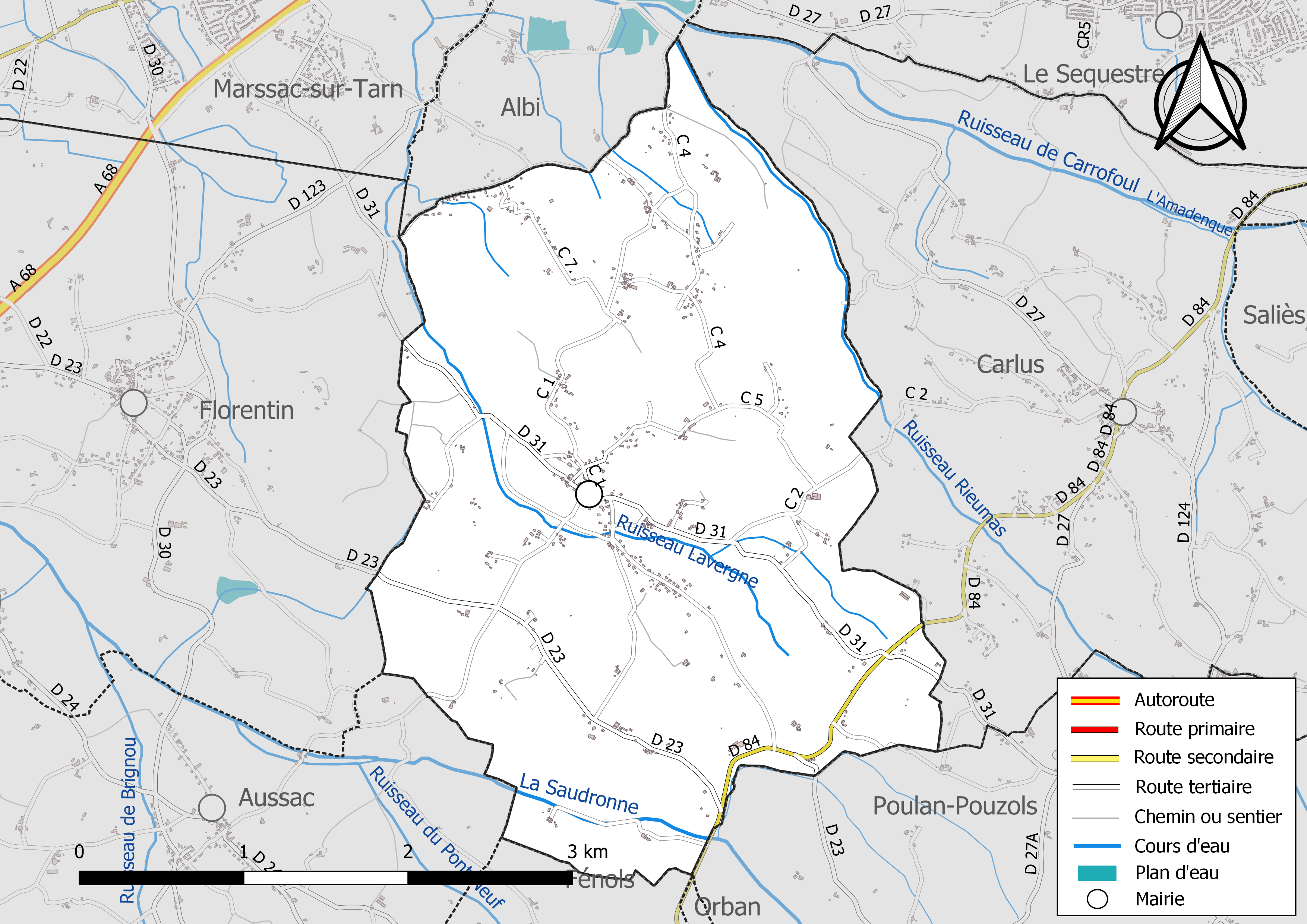
Réseaux hydrographique et routier de Rouffiac.

### Climat
Pour des articles plus généraux, voir Climat de l'Occitanie et Climat du Tarn.
En 2010, le climat de la commune est de type climat du Bassin du Sud-Ouest, selon une étude du Centre national de la recherche scientifique s'appuyant sur une série de données couvrant la période 1971-2000. En 2020, Météo-France publie une typologie des climats de la France métropolitaine dans laquelle la commune est exposée à un climat océanique altéré et est dans la région climatique Aquitaine, Gascogne, caractérisée par une pluviométrie abondante au printemps, modérée en automne, un faible ensoleillement au printemps, un été chaud (19,5 °C), des vents faibles, des brouillards fréquents en automne et en hiver et des orages fréquents en été (15 à 20 jours).
Pour la période 1971-2000, la température annuelle moyenne est de 13 °C, avec une amplitude thermique annuelle de 15,8 °C. Le cumul annuel moyen de précipitations est de 848 mm, avec 10,1 jours de précipitations en janvier et 5,5 jours en juillet. Pour la période 1991-2020, la température moyenne annuelle observée sur la station météorologique de Météo-France la plus proche, « Albi », sur la commune du Sequestre à 5 km à vol d'oiseau, est de 13,8 °C et le cumul annuel moyen de précipitations est de 733,9 mm. 
La température maximale relevée sur cette station est de 42,3 °C, atteinte le 23 août 2023 ; la température minimale est de −20,4 °C, atteinte le 16 janvier 1985,,.
Les paramètres climatiques de la commune ont été estimés pour le milieu du siècle (2041-2070) selon différents scénarios d'émission de gaz à effet de serre à partir des nouvelles projections climatiques de référence DRIAS-2020. Ils sont consultables sur un site dédié publié par Météo-France en novembre 2022.

### Milieux naturels et biodiversité
Aucun espace naturel présentant un intérêt patrimonial n'est recensé sur la commune dans l'inventaire national du patrimoine naturel,,.

## Urbanisme

### Typologie
Au 1er janvier 2024, Rouffiac est catégorisée commune rurale à habitat dispersé, selon la nouvelle grille communale de densité à sept niveaux définie par l'Insee en 2022.
Elle est située hors unité urbaine. Par ailleurs la commune fait partie de l'aire d'attraction d'Albi, dont elle est une commune de la couronne,. Cette aire, qui regroupe 91 communes, est catégorisée dans les aires de 50 000 à moins de 200 000 habitants,.

### Occupation des sols
L'occupation des sols de la commune, telle qu'elle ressort de la base de données européenne d’occupation biophysique des sols Corine Land Cover (CLC), est marquée par l'importance des territoires agricoles (94,9 % en 2018), une proportion identique à celle de 1990 (94,9 %). La répartition détaillée en 2018 est la suivante : 
terres arables (54,5 %), zones agricoles hétérogènes (24,9 %), prairies (14,5 %), forêts (5,1 %), cultures permanentes (1 %). L'évolution de l’occupation des sols de la commune et de ses infrastructures peut être observée sur les différentes représentations cartographiques du territoire : la carte de Cassini (XVIIIe siècle), la carte d'état-major (1820-1866) et les cartes ou photos aériennes de l'IGN pour la période actuelle (1950 à aujourd'hui).

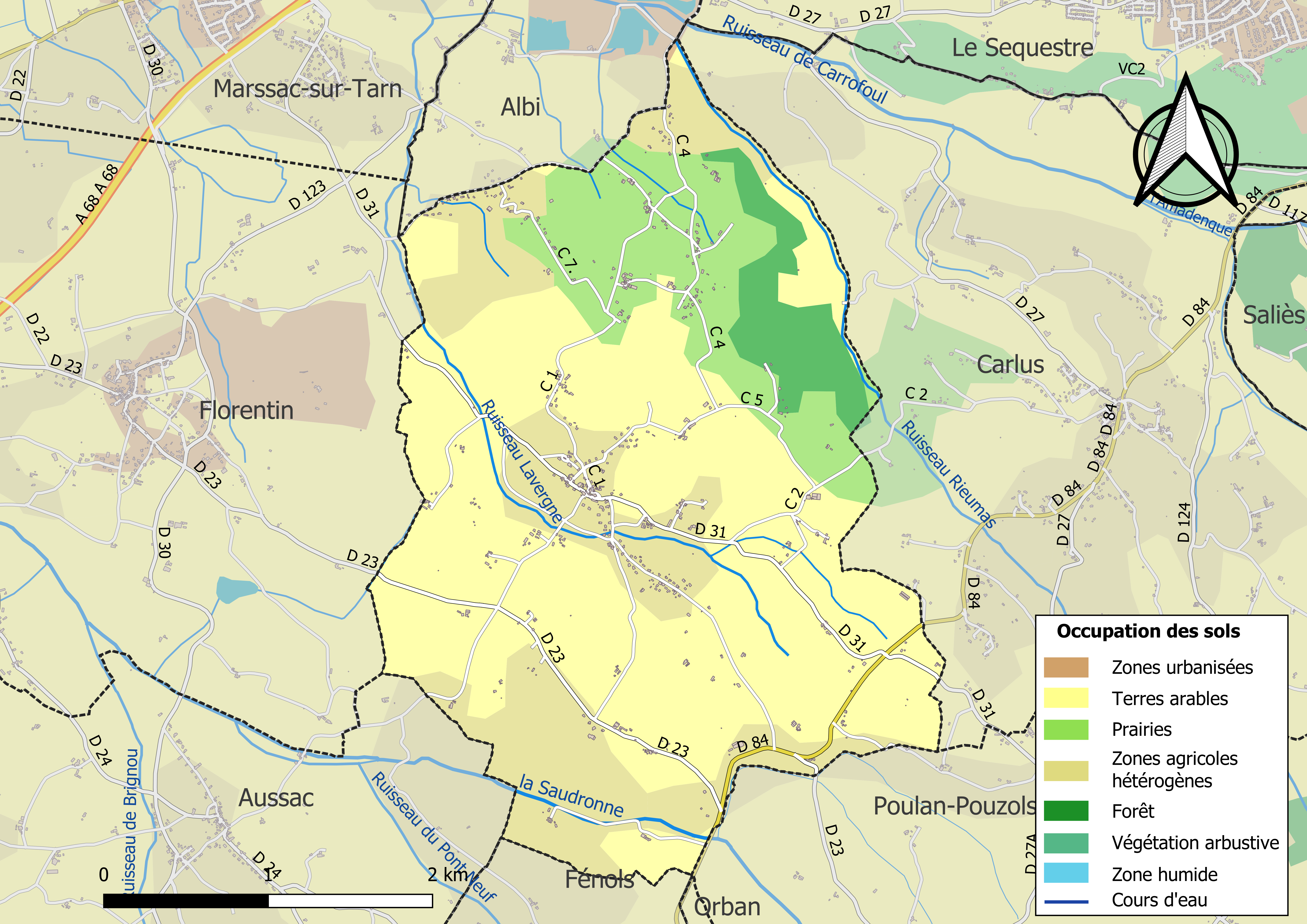
Carte des infrastructures et de l'occupation des sols de la commune en 2018 (CLC).

### Risques majeurs
Le territoire de la commune de Rouffiac est vulnérable à différents aléas naturels : météorologiques (tempête, orage, neige, grand froid, canicule ou sécheresse), inondations, mouvements de terrains et séisme (sismicité très faible). Il est également exposé à un risque technologique,  le transport de matières dangereuses. Un site publié par le BRGM permet d'évaluer simplement et rapidement les risques d'un bien localisé soit par son adresse soit par le numéro de sa parcelle.

#### Risques naturels
Certaines parties du territoire communal sont susceptibles d’être affectées par le risque d’inondation par débordement de cours d'eau, notamment la Saudronne. La cartographie des zones inondables en ex-Midi-Pyrénées réalisée dans le cadre du XIe Contrat de plan État-région, visant à informer les citoyens et les décideurs sur le risque d’inondation, est accessible sur le site de la DREAL Occitanie. La commune a été reconnue en état de catastrophe naturelle au titre des dommages causés par les inondations et coulées de boue survenues en 1982,.
Rouffiac est exposée au risque de feu de forêt. En 2022, il n'existe pas de Plan de Prévention des Risques incendie de forêt (PPRif). Le débroussaillement aux abords des maisons constitue l’une des meilleures protections pour les particuliers contre le feu,.

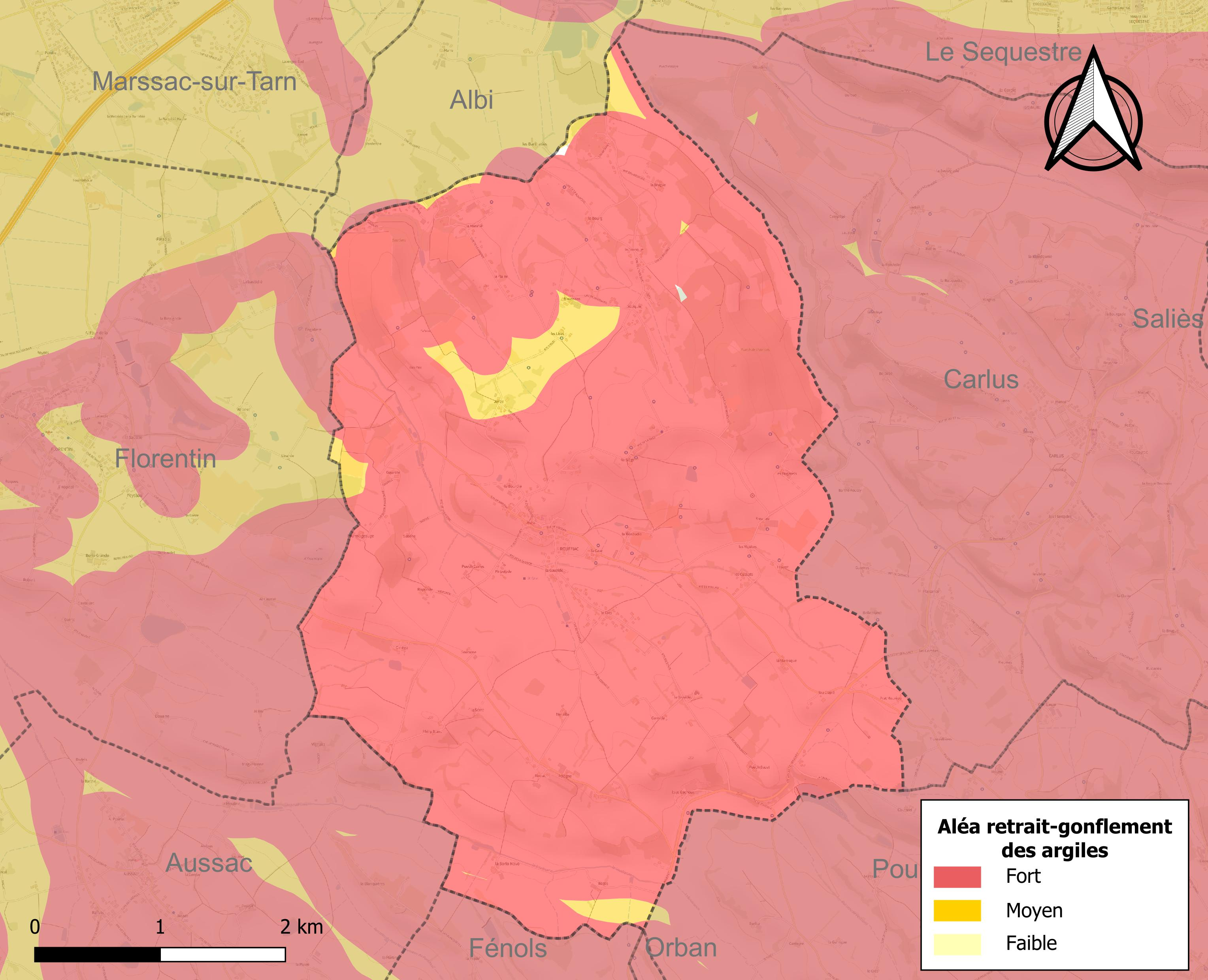
Carte des zones d'aléa retrait-gonflement des sols argileux de Rouffiac.

La commune est vulnérable au risque de mouvements de terrains constitué principalement du retrait-gonflement des sols argileux. Cet aléa est susceptible d'engendrer des dommages importants aux bâtiments en cas d’alternance de périodes de sécheresse et de pluie. La totalité de la commune est en aléa moyen ou fort (76,3 % au niveau départemental et 48,5 % au niveau national). Sur les 269 bâtiments dénombrés sur la commune en 2019, 269 sont en aléa moyen ou fort, soit 100 %, à comparer aux 90 % au niveau départemental et 54 % au niveau national. Une cartographie de l'exposition du territoire national au retrait gonflement des sols argileux est disponible sur le site du BRGM,.
Par ailleurs, afin de mieux appréhender le risque d’affaissement de terrain, l'inventaire national des cavités souterraines permet de localiser celles situées sur la commune.

#### Risques technologiques
Le risque de transport de matières dangereuses sur la commune est lié à sa traversée par des infrastructures routières ou ferroviaires importantes ou la présence d'une canalisation de transport d'hydrocarbures. Un accident se produisant sur de telles infrastructures est susceptible d’avoir des effets graves sur les biens, les personnes ou l'environnement, selon la nature du matériau transporté. Des dispositions d’urbanisme peuvent être préconisées en conséquence.

## Histoire
C’est à partir du XIIIe siècle que des mentions du fief de Rouffiac sont faites. En effet, l'évêque Guilhem Peyre a reçu par son évêché les fiefs de Marssac et de Rouffiac en 1212 mais il est alors appelé "Seigneur de Maussans". En effet, à cette époque, Rouffiac était le hameau principal d'une commune nommée Maussans (à ne pas confondre avec Maussans dans la Haute-Saône).
Au cours du XIVe siècle, lors d'invasions anglaises, les habitants ont fui le village pour se réfugier à Albi.
Au XVIe siècle, la seigneurie de Maussans devient une baronnie et en 1572 l’évêque Philippe Rudolphi la vend à la famille De Nupces, une famille de marchand albigeoise ayant occupé des charges important au parlement de Toulouse. La famille reste propriétaire de Maussans et Rouffiac jusqu'à la fin du XVIIIe siècle.
En 1790, c'est le marquis Antoine-Paulin de Solages qui devient seigneur des territoires de Rouffiac et Maussans.
En 1826, Maussans compte 645 habitants et en 1892 la population descend à 417 habitants. Cependant, près de la tour du château de Rouffiac, la vie économique persiste avec notamment un boulanger, un cafetier, des charpentiers, des cordonniers, des épiciers, des forgerons, un menuisier, des tailleurs ou encore un charron.
Le 12 décembre 1892, un décret donne officiellement le nom de Rouffiac pour désigner le territoire de l'ancienne commune de Maussans.
Aujourd'hui, il ne reste plus qu'une tour du château de Rouffiac à laquelle est accolée un bâtiment qui constitue l'école maternelle et élémentaire.

## Héraldique
| Blason de Rouffiac | Blason  | Palé de sinople et d'or.                         |
| Blason de Rouffiac | Détails | Le statut officiel du blason reste à déterminer. |

## Politique et administration

### Administration municipale
Le nombre d'habitants au recensement de 2011 étant compris entre 500 et 1 499 habitants, le nombre de membres du conseil municipal pour l'élection de 2014 est de quinze,.

### Rattachements administratifs et électoraux
Commune faisant partie de la communauté d'agglomération de l'Albigeois et du canton d'Albi-2 (avant le redécoupage départemental de 2014, Rouffiac faisait partie de l'ex-canton d'Albi-Sud).

### Liste des maires
| Période                                  | Période      | Identité        | Étiquette | Qualité |
| ---------------------------------------- | ------------ | --------------- | --------- | ------- |
| 1924                                     | 1945         | Émile Thomas    | SFIO      |         |
| 1959                                     | Février 2001 | Gabriel Bastide |           |         |
| mars 2001                                | En cours     | Michel Trébosc  |           |         |
| Les données manquantes sont à compléter. |              |                 |           |         |

## Population et société

### Démographie
| 1793 | 1800 | 1806 | 1821 | 1831 | 1836 | 1841 | 1846 | 1851 |
| ---- | ---- | ---- | ---- | ---- | ---- | ---- | ---- | ---- |
| 486  | 490  | 471  | 620  | 617  | 611  | 588  | 588  | 590  |

| 1856 | 1861 | 1866 | 1872 | 1876 | 1881 | 1886 | 1891 | 1896 |
| ---- | ---- | ---- | ---- | ---- | ---- | ---- | ---- | ---- |
| 530  | 518  | 505  | 477  | 472  | 431  | 445  | 417  | 403  |

| 1901 | 1906 | 1911 | 1921 | 1926 | 1931 | 1936 | 1946 | 1954 |
| ---- | ---- | ---- | ---- | ---- | ---- | ---- | ---- | ---- |
| 372  | 373  | 321  | 305  | 303  | 284  | 289  | 263  | 279  |

| 1962 | 1968 | 1975 | 1982 | 1990 | 1999 | 2006 | 2008 | 2013 |
| ---- | ---- | ---- | ---- | ---- | ---- | ---- | ---- | ---- |
| 277  | 255  | 255  | 388  | 477  | 521  | 551  | 559  | 632  |

| 2018 | 2022 | - | - | - | - | - | - | - |
| ---- | ---- | - | - | - | - | - | - | - |
| 613  | 632  | - | - | - | - | - | - | - |

| selon la population municipale des années : | 1968 | 1975 | 1982 | 1990 | 1999 | 2006 | 2009 | 2013 |
| Rang de la commune dans le département      | 171  | 154  | 124  | 114  | 108  | 116  | 114  | 112  |
| Nombre de communes du département           | 326  | 324  | 324  | 324  | 324  | 323  | 323  | 323  |

### Enseignement
Rouffiac fait partie de l'académie de Toulouse.
L'éducation est assurée sur la commune par un groupe scolaire : maternelle et primaire.

### Sports
Chasse, gymnastique,

### Culture et festivité
Salle des fêtes, théatre,

### Écologie et recyclage
La collecte et le traitement des déchets des ménages et des déchets assimilés ainsi que la protection et la mise en valeur de l'environnement se font dans le cadre de la communauté d'agglomération de l'Albigeois.

## Économie

### Revenus
En 2018, la commune compte 235 ménages fiscaux, regroupant 559 personnes. La médiane du revenu disponible par unité de consommation est de 23 150 € (20 400 € dans le département).

### Emploi
|                | 2008  | 2013  | 2018  |
| -------------- | ----- | ----- | ----- |
| Commune        | 2,9 % | 6,1 % | 5,8 % |
| Département    | 8,2 % | 9,9 % | 10 %  |
| France entière | 8,3 % | 10 %  | 10 %  |

En 2018, la population âgée de 15 à 64 ans s'élève à 379 personnes, parmi lesquelles on compte 75,2 % d'actifs (69,4 % ayant un emploi et 5,8 % de chômeurs) et 24,8 % d'inactifs,. Depuis 2008, le taux de chômage communal (au sens du recensement) des 15-64 ans est inférieur à celui de la France et du département.
La commune fait partie de la couronne de l'aire d'attraction d'Albi, du fait qu'au moins 15 % des actifs travaillent dans le pôle,. Elle compte 38 emplois en 2018, contre 64 en 2013 et 49 en 2008. Le nombre d'actifs ayant un emploi résidant dans la commune est de 263, soit un indicateur de concentration d'emploi de 14,5 % et un taux d'activité parmi les 15 ans ou plus de 55,3 %.
Sur ces 263 actifs de 15 ans ou plus ayant un emploi, 27 travaillent dans la commune, soit 10 % des habitants. Pour se rendre au travail, 92,4 % des habitants utilisent un véhicule personnel ou de fonction à quatre roues, 1,5 % les transports en commun, 2,3 % s'y rendent en deux-roues, à vélo ou à pied et 3,8 % n'ont pas besoin de transport (travail au domicile).

### Activités hors agriculture
35 établissements sont implantés  à Rouffiac au 31 décembre 2019. Le tableau ci-dessous en détaille le nombre par secteur d'activité et compare les ratios avec ceux du département,.
| Secteur d'activité                                                                                        | Commune | Commune | Département |
| Secteur d'activité                                                                                        | Nombre  | %       | %           |
| --- | ------- | ------- | ----------- |
| Ensemble                                                                                                  | 35      |         |             |
| Industrie manufacturière, industries extractives et autres                                                | 3       | 8,6 %   | (13 %)      |
| Construction                                                                                              | 9       | 25,7 %  | (12,5 %)    |
| Commerce de gros et de détail, transports, hébergement et restauration                                    | 6       | 17,1 %  | (26,7 %)    |
| Information et communication                                                                              | 1       | 2,9 %   | (2,1 %)     |
| Activités immobilières                                                                                    | 1       | 2,9 %   | (4,2 %)     |
| Activités spécialisées, scientifiques et techniques et activités de services administratifs et de soutien | 6       | 17,1 %  | (13,8 %)    |
| Administration publique, enseignement, santé humaine et action sociale                                    | 5       | 14,3 %  | (15,5 %)    |
| Autres activités de services                                                                              | 4       | 11,4 %  | (9 %)       |

Le secteur de la construction est prépondérant sur la commune puisqu'il représente 25,7 % du nombre total d'établissements de la commune (9 sur les 35 entreprises implantées  à Rouffiac), contre 12,5 % au niveau départemental.

### Agriculture
La commune est dans la « plaine de l'Albigeois et du Castrais », une petite région agricole occupant le centre du département du Tarn. En 2020, l'orientation technico-économique de l'agriculture  sur la commune est la polyculture et/ou le polyélevage. 
|               | 1988 | 2000 | 2010 | 2020  |
| ------------- | ---- | ---- | ---- | ----- |
| Exploitations | 41   | 26   | 25   | 22    |
| SAU (ha)      | 839  | 770  | 845  | 1 160 |

Le nombre d'exploitations agricoles en activité et ayant leur siège dans la commune est passé de 41 lors du recensement agricole de 1988  à 26 en 2000 puis à 25 en 2010 et enfin à 22 en 2020, soit une baisse de 46 % en 32 ans. Le même mouvement est observé à l'échelle du département qui a perdu pendant cette période 58 % de ses exploitations,. La surface agricole utilisée sur la commune a quant à elle augmenté, passant de 839 ha en 1988 à 1 160 ha en 2020. Parallèlement la surface agricole utilisée moyenne par exploitation a augmenté, passant de 20 à 53 ha.

## Culture locale et patrimoine

### Lieux et monuments

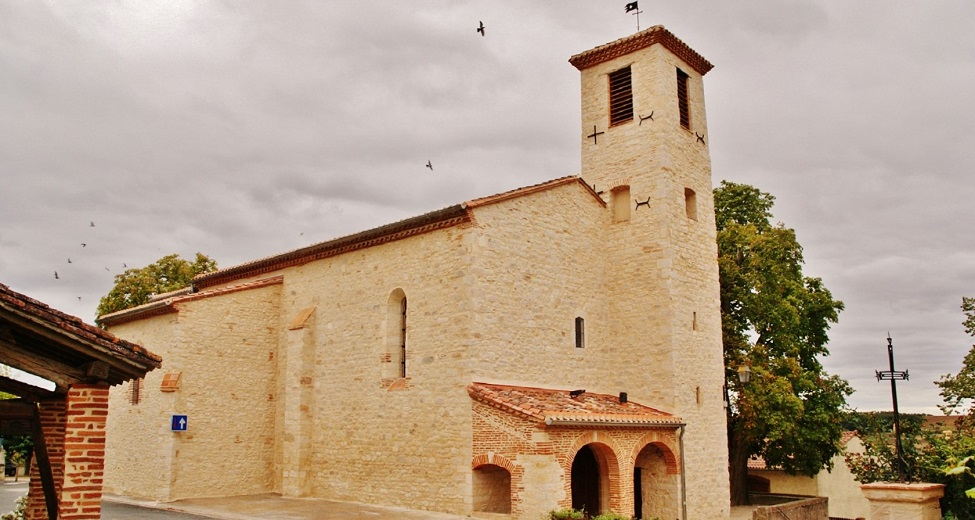
L'église de Rouffiac.

- Le château de Rouffiac (actuellement l'école maternelle et primaire).
- L'église paroissiale Saint-Martin de Rouffiac.

## Pour approfondir